# لويز بورسييه
كانت لويز (بورجوا) بورسييه (1563-1636) قابلة في البلاط الملكي الفرنسي وولّدت الكثير من النساء خلال حياتها المهنية التي امتدت ستة وعشرين عامًا. كانت ماريا دي ميديشي، زوجة هنري الكبير ملك فرنسا، إحدى مرضاها، وولّدت بورجوا أطفالها الستة. كان دخل بورجوا يعادل نحو عشرة أضعاف متوسط دخل القابلة. وكانت تعتقد أن مهاراتها العملية في القبالة مُباركة من فيناريت، والدة سقراط.
عُرفت بورجوا بصفة عالمة ومعلمة. ساعدت في رفع مستوى القبالة لتجاري العلوم آنذاك من خلال أساليبها الطبية القائمة على الحس السليم وكتاباتها الاستثنائية. كانت أول امرأة تؤلف كتابًا عن طب التوليد، والذي وُسع بأعمال طبية أخرى أكثر تفصيلًا من قبلها ومن قبل أحفادها وزملائها. استُخدمت هذه الأعمال في الطب في الكثير من البلدان.

## النشأة

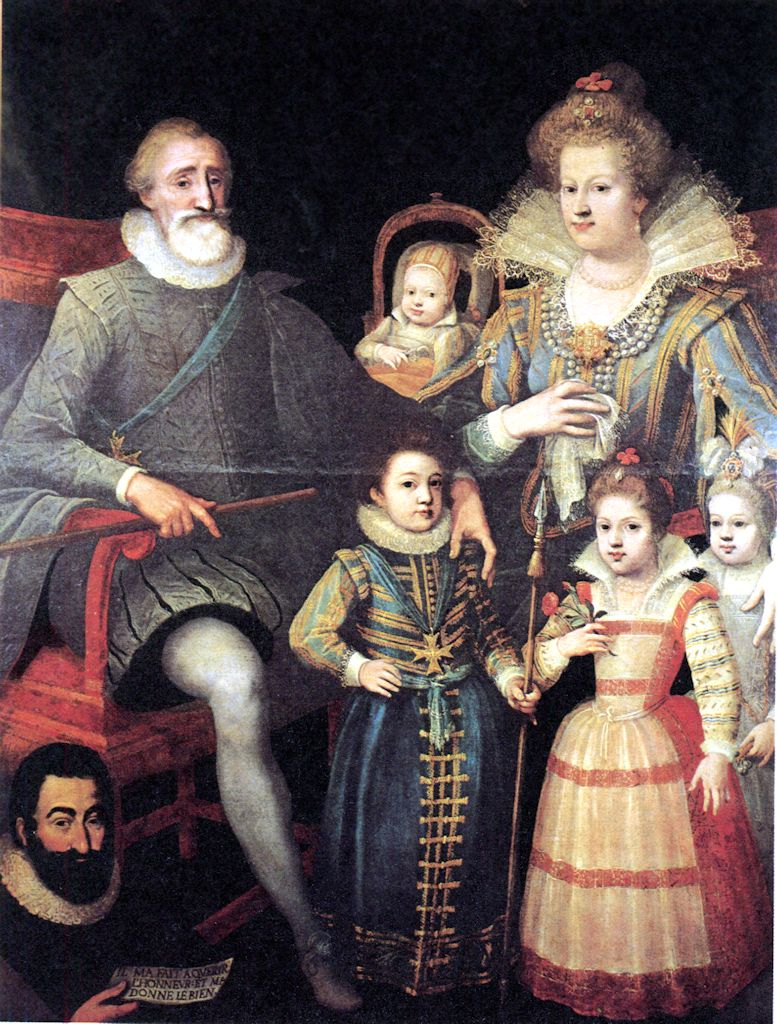
هنري الرابع، العائلة المالكة وفوكيه فارين

سُميت بورجوا لويز عندما وُلدت في 1563 فيما كان آنذاك منطقة زراعية خارج باريس تسمى فوبورغ سان جيرمان. لم تكن عائلتها من أصل نبيل، لكن والدها كان بنّاءً يبني المنازل في قرية بوسي، على بعد خمسة عشر ميلًا شمال باريس. نشأت ضمن ظروف الطبقة الوسطى العليا وتلقت تعليمًا جيدًا. كانت عائلة بورجوا جزءًا من الطبقة البرجوازية المتنامية.
عاشت عائلة بورجوا بالقرب من الحلاق الجراح في الطب مارتن بورسييه، الذي كان تلميذًا مساعدًا لأمبرواز باريه. تزوجت بورجوا من مارتن بورسييه في أبرشية سان سولبيس في 1584. انتقلا إلى فوبورغ سان جيرمان في وقت ما بين 1586 و1587. حظي الزوجان بحياة مريحة هناك، وأنجبا أطفالهما الثلاثة بحلول سبتمبر 1589.
عندما هاجم الملك هنري الرابع باريس في أكتوبر 1589، كانت بورجوا في المنزل بمفردها مع أطفالها الثلاثة، وكان زوجها خارج البلاد في الخدمة العسكرية. تركت منزلها الريفي ومعظم ممتلكاتهما للهروب مع أطفالها ووالدتها إلى ما وراء أسوار مدينة باريس للحماية. لتأمين دخل لها، بدأت بورجوا العمل في التطريز وباعت الأشياء التي طرزتها وقطعًا من ممتلكاتها الشخصية الثمينة التي كانت معها. كان هذا الدخل بالكاد كافيًا لإعالة أسرتها. ما دفعها إلى العمل في القبالة.
عاد زوج بورجوا من الجيش نحو 1591، لكن دخله بصفته طبيبًا لم يكن كافيًا لإعالة الأسرة. عندما أنجبت طفلهما الثالث والأخير، اقترحت عليها ممرضتها آنذاك أن تمتهن القبالة. عملت في القبالة بدوام جزئي في ثمانينات القرن السادس عشر، وانضمت إلى نقابة القابلات بصفتها ممارسة للقبالة بحلول 1593. تعلمت بورجوا هذه المهارة الطبية من خلال كتابات زوجها وباريه في طب التوليد. التحقت أيضًا بكلية جديدة للقابلات في مستشفى هوتيل ديو بباريس وكانت واحدة من أوائل الخريجات من الكلية. وفّر لها زواجها من مارتن بعض المزايا. فمثلًا، سمح لها عمل زوجها في الجراحة بتعلم تقنيات متقدمة ومعارف أخرى، ما ساعدها في التميز عن القابلات الأخريات. كان زوج بورسييه آنذاك جراحًا، لذا تأثرت نظرة الناس لبورسييه بسبب الاحتكاك بالأطباء والجراحين والقابلات.

## حياتها المهنية
لم تسلك بورجوا المسار الوظيفي التقليدي لتصبح قابلة. كان من الشائع في ذلك الوقت أن تصبح النساء قابلات بعد تجاوزهن سنوات الإنجاب. وجرى ذلك من خلال التدريب المهني مع قابلة ذات خبرة. بدأت بورسيه رحلتها لتصبح قابلة في الحادية والثلاثين من عمرها. عوضًا عن التدرب مع قابلة ذات خبرة، راقبت بورجوا عمل الجراح الفرنسي أمبرواز باريه طوال 5 سنوات إضافة إلى العمل على خدمة مجتمعات الطبقة الدنيا والوسطى. كان ذلك مفيدًا للغاية لها عندما حصلت على شهادة ورخصة لممارسة القبالة بشكل قانوني في 12 نوفمبر 1598، وهو الوقت الذي اجتازت فيه امتحان تلك المهنة وأصبحت قابلة مسجلة. تألفت لجنة التحكيم من طبيب وحلاقين جراحين اثنين وقابلتين مهنيتين محترمتين. انتقلت بعدها مع عائلتها إلى منزل عصري على الضفة اليسرى في شارع سان أندريه للفنون. أسست عملها الواسع فيما كان يعرف آنذاك باسم الحي اللاتيني. اكتسبت سمعة ممتازة من توليد ألفي طفل وكانت محبوبة بصفتها قابلة. تمكنت بورجوا من تطوير حياتها المهنية وزيادة شهرتها بصفتها قابلة من خلال تكوين العلاقات مع نخبة النساء والأطباء في باريس. وعُرفت بكونها باحثة ومعلمة على المستوى التأسيسي بسبب معرفتها المتقدمة في المجال الذي وثّقته في مخطوطات مختلفة. رأست مع زوجها سلالة طبية صغيرة وصيدلية تناقلتها عائلتها واستمرت لعقود.
تزوج هنري الكبير ملك فرنسا من ماريا دي ميديشي في 1600. كان من المتوقع أن يُولد طفلهما الأول في 1601. أراد هنري أن تكون مدام دوبوي قابلة الطفل الأول. بعد حضور موعد وتلقي توصيات من الأطباء وتلقي دعم الكثير من النساء الأرستقراطيات، عُينت بورسييه قابلة ملكية بشكل رسمي بعد إقناع هنري الرابع بأنها المرأة المناسبة لهذا المنصب. عُينت قابلة ملكية بعد ثلاث سنوات فقط من اجتيازها امتحانها في 1958. اعتبرت بورسييه ذلك أنه فرصة قدمها لها الله. ساعدت بنجاح في توليد الكثير من الشابات في البلاط الملكي بصفتها قابلة محترفة مخلصة. كتبت بورجوا عن تجربتها مع هذه الولادة الأولى للملكة ماريا في كتابها في 1617 المسمى روايات حقيقية عن ولادة الأطفال الملكيين في فرنسا. أشارت إلى نفسها على أنها «أول امرأة في فنها تُمسك القلم». كانت بورسييه تحظى باحترام الملك بقدر احترامه لأطبائه كونها القابلة الملكية. بعد الولادة الناجحة للويس الثالث عشر، ابن الملك الفرنسي، أصبحت بورسييه مشهورة بين العموم. وبفضل هذا الزخم، تشجعت بورسييه ونشرت عددًا من الأعمال عن النساء الحوامل والصيدلة وتشخيص الأمراض.
كانت بورجوا قابلة لماريا دي ميديشي عندما أنجبت أطفالها الستة بين 1601 و1610. قُتل هنري الرابع في 1610. وكان أطفال ماريا دي ميديشي لويس الثالث عشر ملك فرنسا المستقبلي (1601) وإليزابيث ملكة إسبانيا (1602) وكريستين ماري دوقة سافوي (1607) ونيكولاس هنري دوق أورليان (1607) وغاستون دوق أورليان (1608) وهنريتا ماريا ملكة إنجلترا وإسكتلندا وإيرلندا (1609). كانت بورجوا تحصل على 500 كرونة في مقابل كل ابن تُساعد في ولادته و300 كرونة لكل ابنة. بلغ متوسط دخل القابلة في ذلك الوقت 50 كرونة لكل ولادة. امتدت مهنة بورجوا بصفتها قابلة في البلاط الملكي لأكثر من ستة وعشرين عامًا.

## أواخر حياتها
حصلت بورجوا في 1608 على مبلغ مقطوع قدره 6000 ليفرس مقابل خدماتها بصفتها قابلة ملكية. بعد ولادة هنريتا ماريا، الطفلة الأخيرة، طلبت بورجوا معاشًا تقاعديًا قدره 600 ليفرس في السنة. وافق الملك هنري الرابع في 1610 على منحها 300 ليفرس، والذي كان يُعتبر دخل تقاعد معقول. بعد تقاعدها من كونها القابلة الملكية، كتبت بورجوا الكثير وقدمت مساهمات مهمة في طب التوليد. ألفت كتابًا عن ممارسات الولادة في 1609 بعنوان ملاحظات مختلفة حول العقم. كانت بورجوا أول امرأة تؤلف كتابًا عن القبالة.
يحتوي القسم الأخير من كتابها الصادر في 1609 على آراء بورجوا المتعلقة بمواضيع مختلفة مكتوبة خصيصًا من أجل ابنتها. أخبرتها أن تتقي الله وأن تتصدق على الفقراء وألا تسمح أبدًا للنساء غير المتزوجات بالدخول إلى منزلها للولادة أو للمساعدة في الإجهاض. انتقدت أيضًا النساء في عصرها لتفضيلهن الأطباء الذكور على القابلات. أُضيفت تقنيات ومعلومات إضافية في 1759 من قبل سليلتها، أنجيليك لو بورسييه دو كوردراي، التي كانت أيضًا قابلة ملكية فرنسية. نقلت بدورها هذه المعرفة إلى النساء الفقيرات في زمنها.